# Jeux olympiques d'été de 1976
Les Jeux olympiques d'été de 1976, Jeux de la XXIe olympiade de l'ère moderne, ont été célébrés à Montréal, dans la province de Québec, au Canada, du 21 juillet au 1er août 1976. Montréal est la seconde ville francophone à accueillir les Jeux d'été après Paris.
92 nations et 6 084 sportifs (dont 1 260 femmes) prirent part à 198 compétitions sportives dans vingt-et-un sports. L'héroïne de ces Jeux fut la gymnaste roumaine Nadia Comăneci.
Des polémiques furent engagées sur le coût des installations sportives et sur le boycott de la majorité des pays africains en raison de la présence de la Nouvelle-Zélande. 
Quatre ans après la tragédie de Munich, la sécurité est renforcée. Près de 100 millions de dollars sont affectés à la protection des athlètes et des délégations étrangères. 16 000 policiers et soldats sont mobilisés.

## Élection de la ville hôte
Le Comité international olympique confie l'organisation des Jeux olympiques d'été de 1976 à la ville de Montréal au cours de la 69e session du 12 mai 1970 à Amsterdam.
| Villes      | Pays             | Tour 1 | Tour 2 |
| ----------- | ---------------- | ------ | ------ |
| Montréal    | Canada           | 25     | 42     |
| Moscou      | Union soviétique | 28     | 28     |
| Los Angeles | États-Unis       | 17     | —      |

## Emblèmes

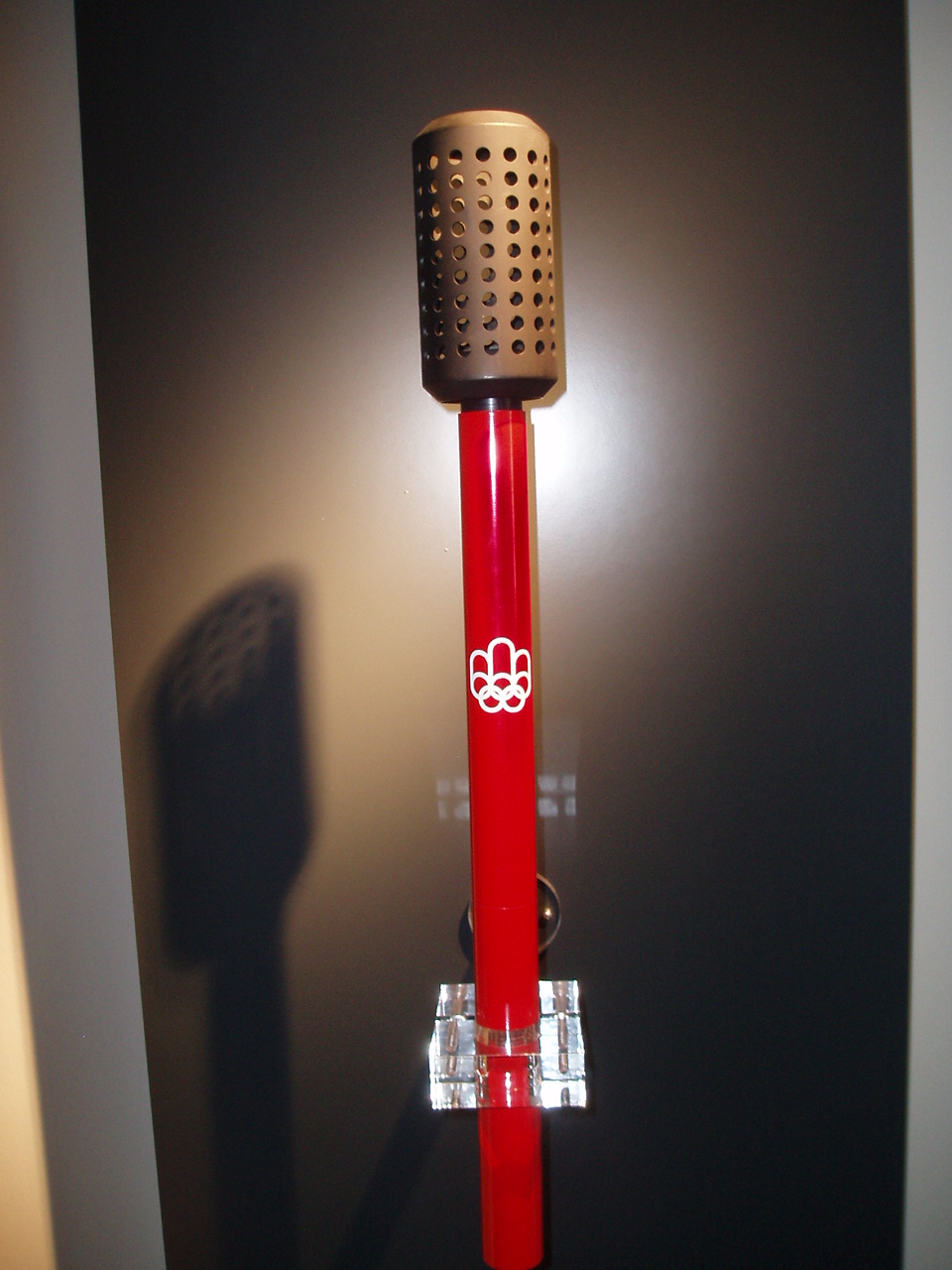
La torche olympique des Jeux de Montréal.

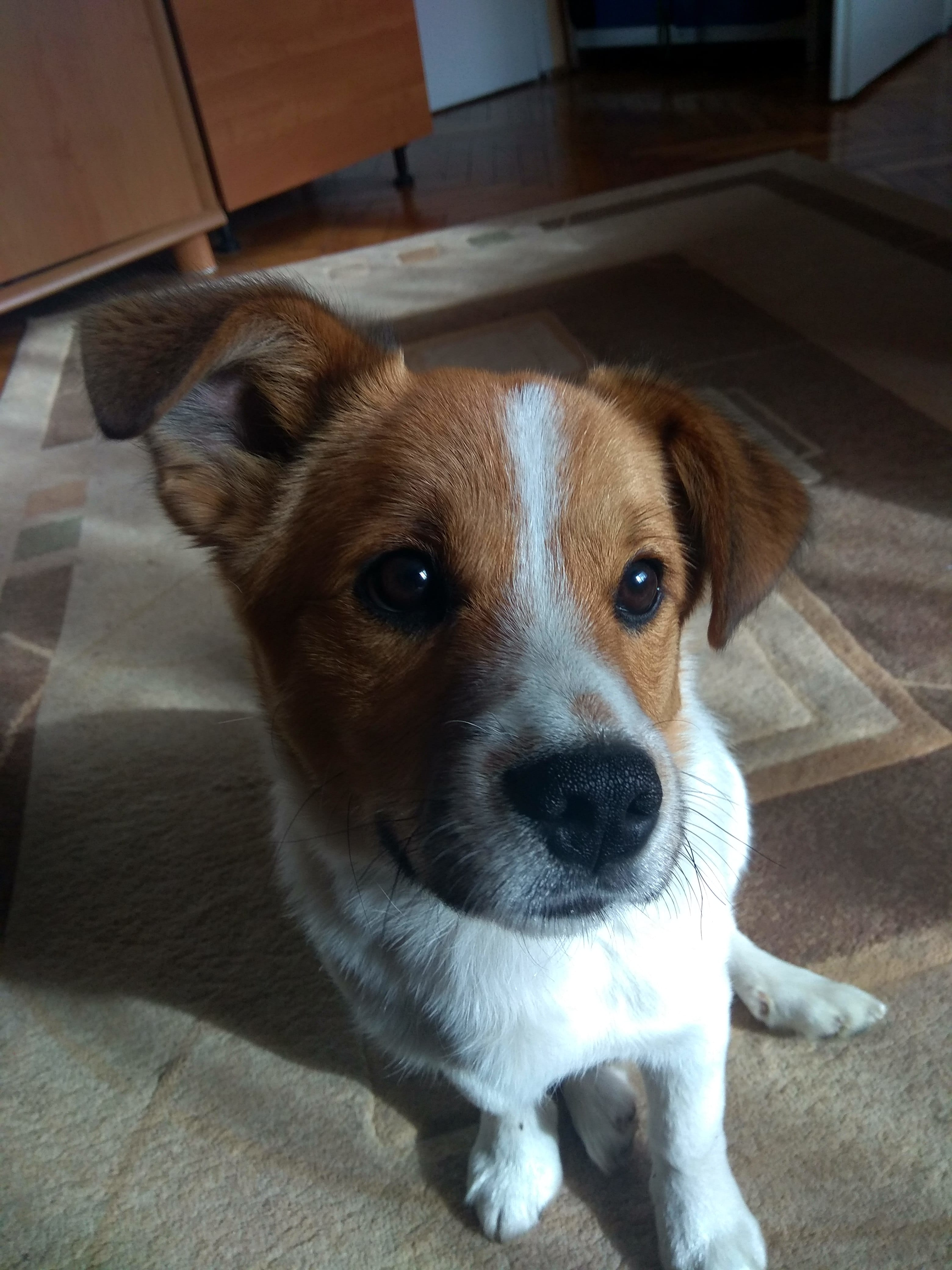
Amik, la mascotte des Jeux, sur une affiche.

Le logo officiel est l'œuvre du graphiste Georges Huel. Il représente les cinq anneaux olympiques surmontés d'un podium ou d'une piste d'athlétisme, lieu privilégié des jeux. On peut également deviner la lettre « M », initiale de Montréal. L'artiste a voulu donner comme signification « la fraternité universelle que propose l'idéal olympique, la gloire des vainqueurs, l'esprit chevaleresque de leurs luttes et l'accession de Montréal au rang de ville olympique ». L'artiste a également conçu, avec Michel Dallaire, le flambeau olympique.
La mascotte des Jeux de 1976 se nomme « Amik », terme tiré de la langue algonquine signifiant « castor ».
Cet animal a été choisi comme mascotte car il est reconnu pour sa patience et son ardeur au travail. Par ailleurs, il est un grand symbole national au Canada où on le retrouve sur certaines pièces de monnaie, et des timbres-poste.
La musique de ces Jeux de Montréal est l'œuvre du pianiste-compositeur André Mathieu. Le directeur musical et chef d’orchestre était Vic Vogel. La chanson Bienvenue à Montréal, écrite par Vogel et Mathieu sur des paroles de Claude Lacombe et chantée par René Simard (dans des versions en français et en anglais), a été publiée avant les jeux comme outil de promotion mais sera boudée par les stations radio, la considérant trop générique. L'auteur-compositeur Stéphane Venne organise donc un concours pour trouver une nouvelle chanson et elle fut remplacée par Je t'aime écrite par Jean Robitaille et Christian Saint-Roch, interprété par Estelle Ste-Croix, ces deux derniers membres du groupe Ville Émard Blues Band.

## Sites olympiques

### Polémique sur le coût des constructions
La construction du Stade olympique de Montréal a couté un milliard de dollars, soit trois fois plus que la somme prévue initialement. Ce surcout est dû notamment aux retards accumulés et aux mauvaises planifications financières du comité d'organisation mais également aux nombreuses innovations techniques voulues. Pour la première fois, la piste d'athlétisme, entièrement synthétique, fut construite par la société italienne Mondo mettant fin au Tartan : une "Sportflex Super X Performance" rouge.
Une commission d'enquête présidée par le juge Albert Malouf blâma sévèrement l'administration du maire Jean Drapeau, dans un rapport, rendu public en 1980. Le remboursement de l'hypothèque des installations comprenant le Village olympique, le Vélodrome et sa transformation en Biodôme, ainsi que le stade fut terminé en juin 2006.
La construction de la tour du stade olympique n'était pas terminée lors de la tenue des Jeux en 1976, en particulier sa grande tour penchée de dix-huit étages longue de 168,40 m qui n'atteignit que la moitié de sa hauteur prévue. Par ailleurs, le gazon du stade fut posé le 16 juillet, veille des cérémonies d'ouverture. Le stade fut achevé en 1987.
Les autorités québécoises ont contracté une hypothèque de 30 ans sur une somme de 1,47 milliard de dollars pour le stade, sa tour, le vélodrome, la piscine olympique et le village olympique, vendu et transformé en appartements. Les coûts des Jeux de 1976 ont été remboursés par les contribuables québécois en 2007.

### Sites des compétitions

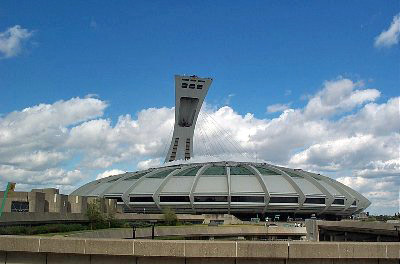
Le stade olympique de Montréal. La tour n'était pas construite lors des Jeux.

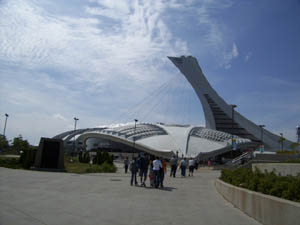
Le vélodrome olympique devenu par la suite le Biodôme de Montréal, devant le stade olympique.

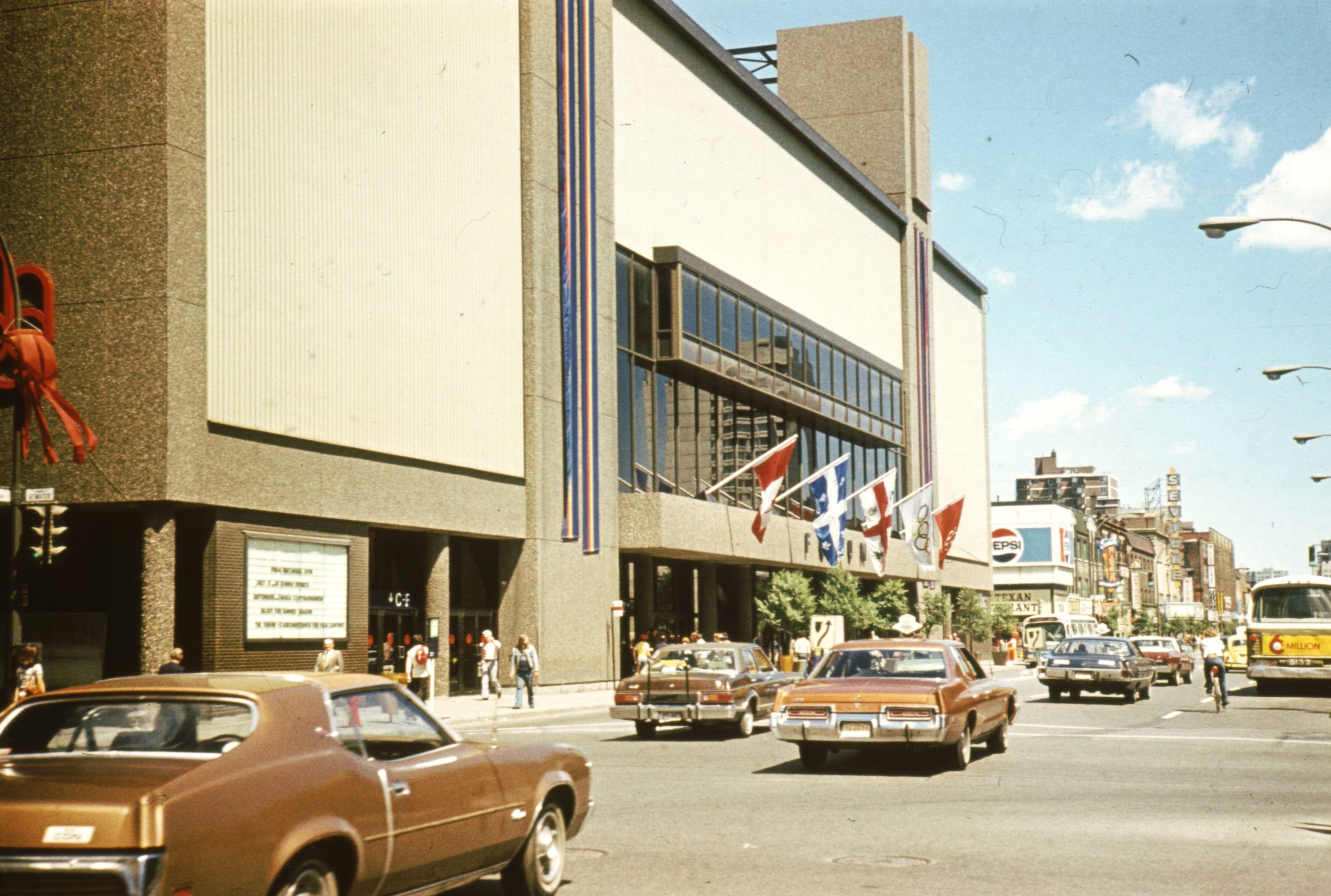
Le Forum en 1976.

#### Parc olympique
- Stade olympique : Cérémonies, Athlétisme, Football (finale), Équitation
- Piscine olympique : Natation, Plongeon, Water polo
- Vélodrome olympique : Cyclisme, Judo
- Aréna Maurice-Richard : Lutte, Boxe
- Centre Pierre-Charbonneau : Lutte

#### Montréal
- Bassin olympique de l'Île Notre-Dame : Aviron, Canoë-kayak
- Complexe sportif Claude-Robillard : Handball, Water polo
- Centre Étienne-Desmarteau : Basket-ball
- Aréna Saint-Michel : Haltérophilie
- Aréna Paul-Sauvé : Volleyball
- Forum de Montréal : Gymnastique, Handball, Basket-ball, Volleyball, Boxe
- Stade d'hiver, Université de Montréal : Escrime
- Stade Percival-Molson, université McGill : Hockey sur gazon

#### Sites à l'extérieur de Montréal
- Centre de tir olympique, L'Acadie (Québec): Tir
- Centre de tir à l'arc olympique, Joliette (Québec) : Tir à l'arc
- Centre équestre olympique, Bromont (Québec) : Équitation
- Centre nautique, Kingston (Ontario) : Voile
- Pavillon de l'éducation physique et des sports de l'Université Laval, Québec : Handball
- Palais de sports de Sherbrooke : Handball
- Stade municipal, Sherbrooke : Football
- Stade Varsity, Toronto : Football
- Stade Frank-Clair, Ottawa : Football

### Installations
Un peu avant le début des jeux, afin de loger les touristes visitant Montréal, le maire Jean Drapeau propose au premier ministre Robert Bourassa et son ministre des Finances, Raymond Garneau d'acheter le paquebot France qui était à vendre et de le transformer en hôtel flottant. Le ministre des Finances trouve tout de suite l'idée saugrenue, puisque le projet ne lui est présenté qu'à quelque mois du début des jeux, et qu'il aurait nécessité de couper les cheminées du paquebot pour lui permettre de passer tous les ponts jusqu'à Montréal, un projet que le maire Drapeau avait prévu confier au chantier de Lauzon.

## Cérémonie d'ouverture

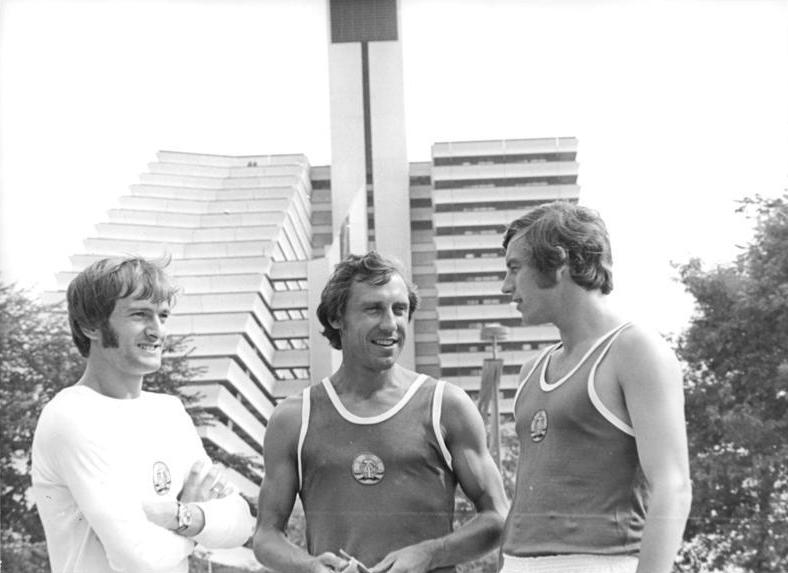
Bundesarchivs

Malgré toutes les polémiques autour du coût de la construction du stade olympique, plus de 70 000 spectateurs assistent, le 17 juillet 1976, à la cérémonie d'ouverture en présence d'Élisabeth II, reine du Canada, de Pierre Elliott Trudeau, Premier ministre canadien, et de Lord Killanin qui assiste à ses premiers Jeux en tant que président du Comité international olympique. Par ailleurs, Jean Drapeau, maire de Montréal qui a beaucoup œuvré pour l'organisation de ces Jeux, reçoit une ovation des spectateurs de plus de cinq minutes.
Les derniers porteurs de la flamme olympique sont deux athlètes canadiens, Sandra Henderson de Toronto et Stéphane Préfontaine de Montréal. Ces jeunes athlètes symbolisent les deux peuples fondateurs. Après l'envolée de milliers de pigeons du stade olympique, la reine Élisabeth II proclame l'ouverture officielle des Jeux de Montréal. La cérémonie se conclut par l'interprétation de l'hymne national Ô Canada par l'orchestre de l'ensemble olympique.

## Nations boycottant les Jeux

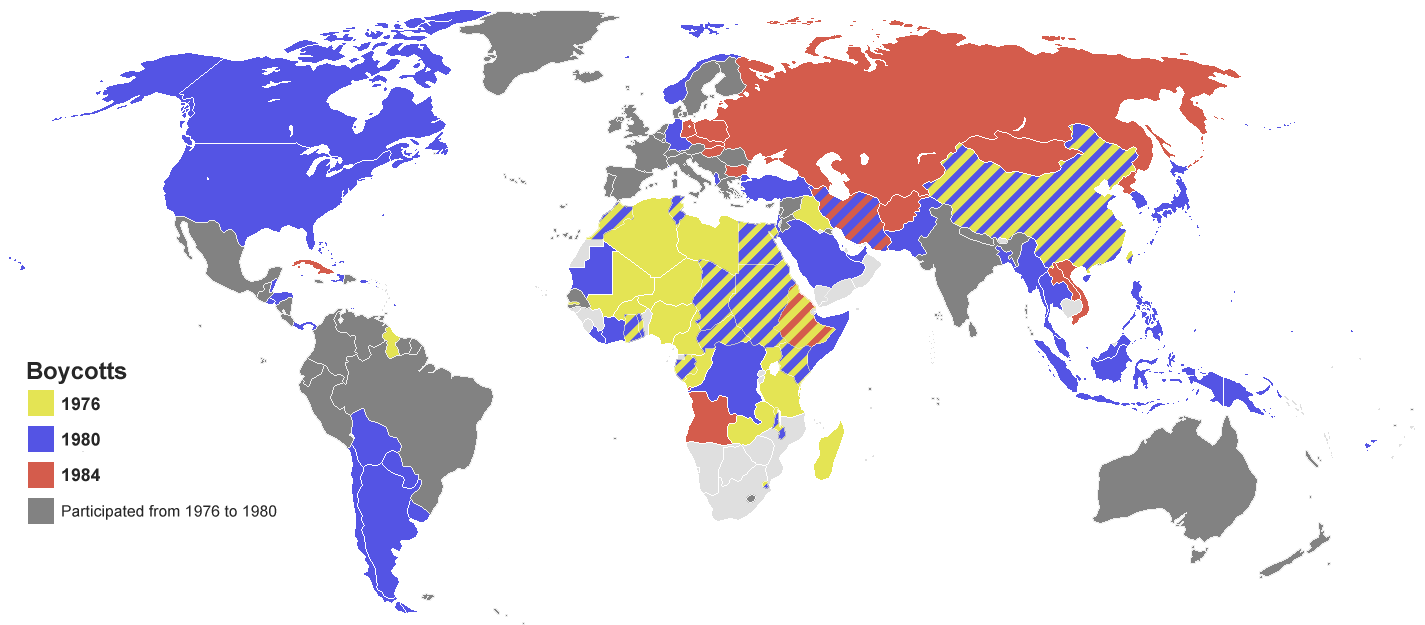
Les nations boycottant les Jeux de Montréal sont indiquées en jaune.

Voir aussi le boycott des Jeux paralympiques de 1976 à Toronto, en raison de la participation de l'Afrique du Sud.
Ces Jeux olympiques sont marqués par le boycott de 22 nations africaines qui protestent contre la présence de la Nouvelle-Zélande. Elles reprochent à cette dernière d'avoir envoyé son équipe de rugby participer à une tournée en Afrique du Sud, pays pratiquant l'apartheid,,,.
Le boycott est décidé quelques jours à peine avant l'ouverture des jeux, alors que les délégations olympiques sont arrivées sur place. Vingt-deux pays africains choisissent finalement de se retirer. Le Cameroun, l'Égypte, l'Irak, le Maroc et la Tunisie participent au début des épreuves avant de s'aligner sur les autres nations africaines et de quitter les Jeux. Le Sénégal et la Côte d'Ivoire décident de ne pas s'associer à ce boycott.
Le Comité international olympique est surpris par ce boycott. Il le conteste car l'Afrique du Sud n'est plus invitée aux Jeux depuis plus de dix ans, et que le rugby à XV n'est plus un sport olympique.
Par ailleurs, le gouvernement du Canada refuse de laisser concourir les athlètes de Taïwan sous une autre bannière que celle de la république populaire de Chine. Taïwan refuse et ne participe donc pas aux Jeux.
Ce boycott massif préfigure de nouvelles absences de nations pour motif politique aux Jeux de 1980 et de 1984.
| Afghanistan Algérie Birmanie Cameroun Centrafrique Tchad Congo Égypte Éthiopie | Gabon Gambie Ghana Guyana Irak Kenya Libye Madagascar | Malawi Mali Maroc Niger Nigeria Soudan Sri Lanka Tunisie |

## Nations participantes

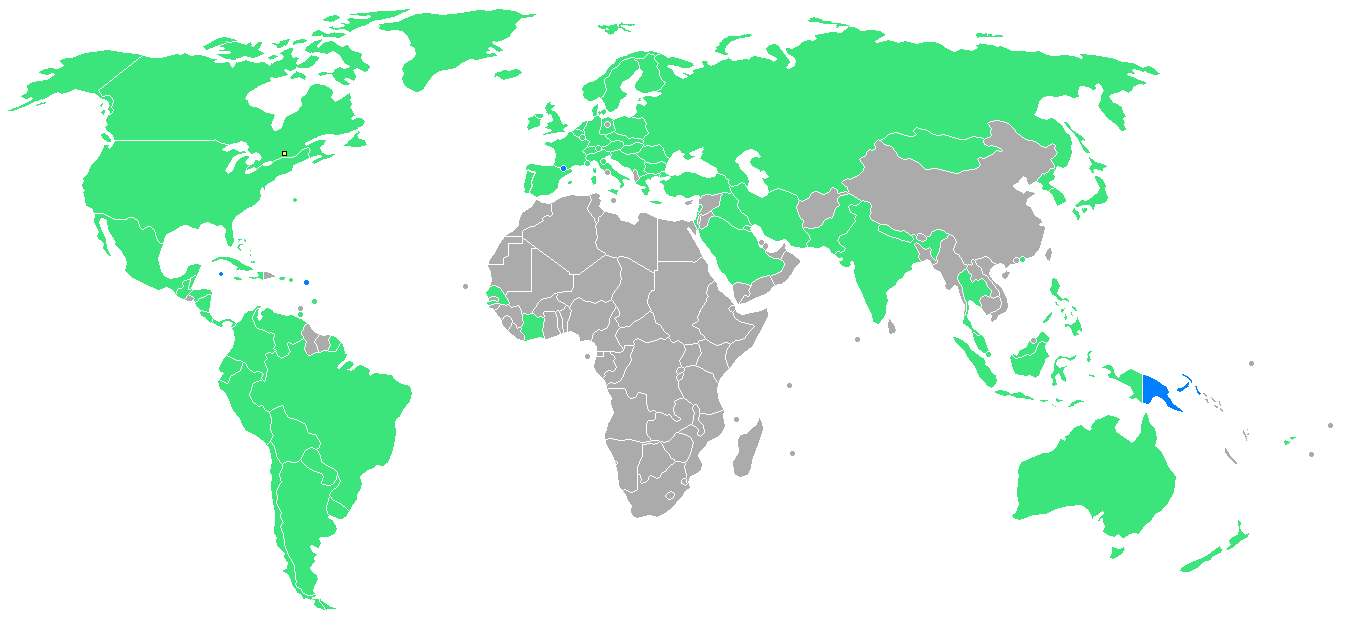
Pays participants en 1976.
Pays participant pour la première fois.
Pays ayant déjà participé.

Quatre-vingt-douze nations ont pris part à ces Jeux olympiques de 1976. Trois d'entre elles y ont fait leur première apparition : Andorre, Antigua (bien qu'Antigua-et-Barbuda ne soit indépendant qu'en 1981) et les Îles Caïmans.

Comme lors des Jeux précédents, le Comité international olympique décide d'exclure l'Afrique du Sud en raison de sa politique d'apartheid. Deux semaines seulement avant le début de ces Jeux olympiques, l'équipe de Nouvelle-Zélande de rugby à XV entame une tournée (en) de trois mois et de 24 matchs en Afrique du Sud. Pour protester contre cette participation, 22 pays africains ont décidé de boycotter ces Jeux la veille de la cérémonie d'ouverture,. Le Guyana, l'Irak et huit autres pays africains ont rejoint le boycott dans les jours qui ont suivi et finalement, la Côte d'Ivoire et le Sénégal sont les seuls pays africains à participer à l'intégralité de la compétition et un total de 441 athlètes africains sont contraints de déclarer forfait.
La République de Chine (Taïwan) s'est retiré la veille de la cérémonie d'ouverture, à la suite du refus du gouvernement canadien de la reconnaître sous le nom de République de Chine, et ce en dépit du fait que la République de Chine (Taïwan) était membre du CIO depuis 16 ans. Le différend remonte à octobre 1970, lorsque le Canada est devenu l'un des premiers pays occidentaux à reconnaître la République populaire de Chine et qu'il a suspendu ses relations diplomatiques avec la République de Chine (Taïwan). Bien que le CIO ait tenté de trouver un compromis, le Canada n'a pas autorisé les athlètes du futur Taipei chinois à concourir sous le nom et le drapeau de République de Chine. La République populaire de Chine n'est quant à elle pas reconnue par le mouvement olympique et n'est donc pas présente.
Enfin, d'autres pays comme le Salvador et le Zaïre ne participent pas pour raisons économiques.
| Afrique                                                                                    | Amériques | Asie | Europe | Océanie                                                                               |
| - Cameroun (4) - Côte d'Ivoire (8) - Égypte (29) - Maroc (9) - Sénégal (23) - Tunisie (17) | - Antigua (9) - Antilles néerlandaises (4) - Argentine (70) - Bahamas (10) - Barbade (10) - Belize (4) - Bermudes (22) - Bolivie (4) - Brésil (81) - Canada (391) - Îles Caïmans (4) - Chili (7) - Colombie (34) - Costa Rica (5) - Cuba (150) - République dominicaine (11) - Équateur (5) - États-Unis (396) - Guatemala (29) - Haïti (12) - Honduras (3) - Jamaïque (20) - Mexique (99) - Nicaragua (14) - Panama (8) - Paraguay (6) - Pérou (13) - Porto Rico (81) - Suriname (3) - Trinité-et-Tobago (12) - Uruguay (9) - Venezuela (31) - Îles Vierges des États-Unis (18) | - Arabie saoudite (19) - Corée du Nord (41) - Corée du Sud (50) - Hong Kong (25) - Inde (26) - Indonésie (7) - Iran (84) - Israël (26) - Japon (215) - Koweït (14) - Liban (4) - Malaisie (23) - Mongolie (33) - Népal (1) - Pakistan (24) - Philippines (14) - Singapour (4) - Thaïlande (43) | - Allemagne de l'Est (267) - Allemagne de l'Ouest (290) - Andorre (3) - Autriche (60) - Belgique (106) - Bulgarie (160) - Danemark (69) - Espagne (115) - Finlande (89) - France (213) - Grande-Bretagne (242) - Grèce (37) - Hongrie (183) - Irlande (46) - Islande (14) - Italie (221) - Liechtenstein 6) - Luxembourg (8) - Monaco (2) - Norvège (68) - Pays-Bas (103) - Pologne (224) - Portugal (19) - Roumanie (157) - Saint-Marin (10) - Suède (122) - Suisse (54) - Tchécoslovaquie (150) - Turquie (27) - Union soviétique (412) - Yougoslavie (89) | - Australie (182) - Fidji (2) - Nouvelle-Zélande (84) - Papouasie-Nouvelle-Guinée (5) |
| 6 puis 2 pays                                                                              | 33 pays | 18 pays | 31 pays | 4 pays                                                                                |

1. 1 2 3 4  Les athlètes du Cameroun, d'Égypte, du Maroc et de la Tunisie participèrent aux compétitions du 18 au 20 juillet 1976 avant de quitter les Jeux olympiques.

## Compétition

### Sports
Comme lors des Jeux de Munich en 1972, 21 sports figurent au programme de ces Jeux de Montréal. 196 épreuves donneront lieu à 198 cérémonies de remise de médailles Parmi les nouveautés, les femmes participent pour la première fois aux compétitions d'aviron, de basket-ball et de handball.
- Athlétisme (37)
- Aviron (14)
- Basket-ball (2)
- Boxe (11)
- Canoë-kayak (11)
- Cyclisme (6)
- Équitation (6)
- Escrime (8)
- Football (1)
- Gymnastique (14)
- Haltérophilie (9)
- Handball (2)
- Hockey sur gazon (1)
- Judo (6)
- Lutte (20)
- Pentathlon moderne (2)
- Sports aquatiques
  -  Natation (26)
  -  Plongeon (4)
  -  Water-polo (1)
- Tir (7)
- Tir à l'arc (2)
- Voile (6)
- Volley-ball (2)

### Calendrier
| Calendrier des Jeux olympiques de 1976 | Calendrier des Jeux olympiques de 1976 | Calendrier des Jeux olympiques de 1976 | Calendrier des Jeux olympiques de 1976 | Calendrier des Jeux olympiques de 1976 | Calendrier des Jeux olympiques de 1976 | Calendrier des Jeux olympiques de 1976 | Calendrier des Jeux olympiques de 1976 | Calendrier des Jeux olympiques de 1976 | Calendrier des Jeux olympiques de 1976 | Calendrier des Jeux olympiques de 1976 | Calendrier des Jeux olympiques de 1976 | Calendrier des Jeux olympiques de 1976 | Calendrier des Jeux olympiques de 1976 | Calendrier des Jeux olympiques de 1976 | Calendrier des Jeux olympiques de 1976 | Calendrier des Jeux olympiques de 1976 | Calendrier des Jeux olympiques de 1976 | Calendrier des Jeux olympiques de 1976 |
| juillet et août 1976                   | 17                                     | 18                                     | 19                                     | 20                                     | 21                                     | 22                                     | 23                                     | 24                                     | 25                                     | 26                                     | 27                                     | 28                                     | 29                                     | 30                                     | 31                                     | 01                                     | Spectateurs                            |                                        |
| -------------------------------------- | -------------------------------------- | -------------------------------------- | -------------------------------------- | -------------------------------------- | -------------------------------------- | -------------------------------------- | -------------------------------------- | -------------------------------------- | -------------------------------------- | -------------------------------------- | -------------------------------------- | -------------------------------------- | -------------------------------------- | -------------------------------------- | -------------------------------------- | -------------------------------------- | -------------------------------------- | -------------------------------------- |
| Cérémonie d'ouverture                  |                                        |                                        |                                        |                                        |                                        |                                        |                                        |                                        |                                        |                                        |                                        |                                        |                                        |                                        |                                        |                                        | 67.050                                 |                                        |
| Athlétisme                             |                                        |                                        |                                        |                                        |                                        |                                        | 2                                      | 3                                      | 4                                      | 6                                      |                                        | 6                                      | 4                                      | 5                                      | 7                                      |                                        | 786.042                                |                                        |
| Aviron (sport)                         |                                        |                                        |                                        |                                        |                                        |                                        |                                        | 6                                      | 8                                      |                                        |                                        |                                        |                                        |                                        |                                        |                                        | 55.025                                 |                                        |
| Basket-ball                            |                                        |                                        |                                        |                                        |                                        |                                        |                                        |                                        |                                        | 1                                      | 1                                      |                                        |                                        |                                        |                                        |                                        | 168.707                                |                                        |
| Boxe                                   |                                        |                                        |                                        |                                        |                                        |                                        |                                        |                                        |                                        |                                        |                                        |                                        |                                        |                                        | 11                                     |                                        | 128.625                                |                                        |
| Canoë-kayak                            |                                        |                                        |                                        |                                        |                                        |                                        |                                        |                                        |                                        |                                        |                                        |                                        |                                        | 6                                      | 5                                      |                                        | 35.175                                 |                                        |
| Cyclisme                               |                                        | 1                                      |                                        | 1                                      |                                        | 1                                      |                                        | 2                                      |                                        | 1                                      |                                        |                                        |                                        |                                        |                                        |                                        | 35.917                                 |                                        |
| Équitation                             |                                        |                                        |                                        |                                        |                                        |                                        |                                        |                                        | 2                                      |                                        | 1                                      |                                        | 1                                      | 1                                      |                                        | 1                                      | 187.607                                |                                        |
| Escrime                                |                                        |                                        |                                        |                                        | 1                                      | 1                                      | 1                                      | 1                                      | 1                                      |                                        | 1                                      | 1                                      | 1                                      |                                        |                                        |                                        | 24.517                                 |                                        |
| Football                               |                                        |                                        |                                        |                                        |                                        |                                        |                                        |                                        |                                        |                                        |                                        |                                        |                                        |                                        | 1                                      |                                        | 581.469                                |                                        |
| Gymnastique                            |                                        |                                        | 1                                      | 1                                      | 2                                      | 4                                      | 6                                      |                                        |                                        |                                        |                                        |                                        |                                        |                                        |                                        |                                        | 172.359                                |                                        |
| Haltérophilie                          |                                        | 1                                      | 1                                      | 1                                      | 1                                      | 1                                      |                                        | 1                                      | 1                                      | 1                                      | 1                                      |                                        |                                        |                                        |                                        |                                        | 33.275                                 |                                        |
| Handball                               |                                        |                                        |                                        |                                        |                                        |                                        |                                        |                                        |                                        |                                        |                                        | 2                                      |                                        |                                        |                                        |                                        | 60.483                                 |                                        |
| Hockey sur gazon                       |                                        |                                        |                                        |                                        |                                        |                                        |                                        |                                        |                                        |                                        |                                        |                                        |                                        | 1                                      |                                        |                                        | 98.427                                 |                                        |
| Judo                                   |                                        |                                        |                                        |                                        |                                        |                                        |                                        |                                        |                                        | 1                                      | 1                                      | 1                                      | 1                                      | 1                                      | 1                                      |                                        | 68.015                                 |                                        |
| Lutte                                  |                                        |                                        |                                        |                                        |                                        |                                        |                                        | 10                                     |                                        |                                        |                                        |                                        |                                        |                                        | 10                                     |                                        | 45.869                                 |                                        |
| Natation                               |                                        | 2                                      | 4                                      | 4                                      | 4                                      | 4                                      |                                        | 4                                      | 6                                      |                                        | 3                                      |                                        |                                        |                                        |                                        |                                        | 193.344                                |                                        |
| Pentathlon moderne                     |                                        |                                        |                                        |                                        |                                        | 2                                      |                                        |                                        |                                        |                                        |                                        |                                        |                                        |                                        |                                        |                                        | 17.338                                 |                                        |
| Tir                                    |                                        | 1                                      | 1                                      | 1                                      | 1                                      |                                        | 2                                      | 1                                      |                                        |                                        |                                        |                                        |                                        |                                        |                                        |                                        | 6.232                                  |                                        |
| Tir à l'arc                            |                                        |                                        |                                        |                                        |                                        |                                        |                                        |                                        |                                        |                                        |                                        |                                        |                                        | 2                                      |                                        |                                        | 12.502                                 |                                        |
| Voile                                  |                                        |                                        |                                        |                                        |                                        |                                        |                                        |                                        |                                        |                                        | 6                                      |                                        |                                        |                                        |                                        |                                        | 2.078                                  |                                        |
| Volleyball                             |                                        |                                        |                                        |                                        |                                        |                                        |                                        |                                        |                                        |                                        |                                        |                                        |                                        | 2                                      |                                        |                                        | 139.348                                |                                        |
| Cérémonie de clôture                   |                                        |                                        |                                        |                                        |                                        |                                        |                                        |                                        |                                        |                                        |                                        |                                        |                                        |                                        |                                        |                                        | 68.197                                 |                                        |
| juillet et août 1976                   | 17                                     | 18                                     | 19                                     | 20                                     | 21                                     | 22                                     | 23                                     | 24                                     | 25                                     | 26                                     | 27                                     | 28                                     | 29                                     | 30                                     | 31                                     | 01                                     | Spectateurs                            |                                        |

### Résultats et faits saillants

#### Athlétisme
Le Cubain Alberto Juantorena réalise le premier doublé 400 m/800 m de l’histoire. Autre doublé, celui du Finlandais Lasse Virén sur 5 000 m et 10 000 m. Il avait réalisé ce même exploit quatre ans plus tôt à Munich. Le Soviétique Viktor Saneïev remporte sa troisième médaille d’or au triple saut alors que, le Français Guy Drut devient le premier Européen à remporter le 110 m haies olympique.

#### Basket-ball
L'URSS remporte le premier tournoi olympique féminin. Elle dispose des américaines en finale. Chez les hommes, les États-Unis récupèrent leur titre perdu quatre ans plus tôt.

#### Boxe
Les frères Michael et Leon Spinks remportent, sous des catégories de poids différentes, une médaille d'or chacun. Avant sa grande carrière professionnelle, Sugar Ray Leonard remporte le titre olympique en super-légers.

#### Canoë-kayak
Les rameurs soviétiques s'adjugent 6 des 11 épreuves au programme. Toutes les médailles reviennent à des pays européens.

#### Équitation
Le cavalier Edmund Coffin et les États-Unis s'adjugent les deux titres du concours complet. L'Allemagne de l'Ouest remporte sept médailles au total, dont les titres du dressage par équipe et du saut d'obstacles individuel.

#### Escrime
Viktor Krovopouskov remporte deux médailles d'or au sabre dans une discipline dominée par l'URSS.

#### Football
L'Allemagne de l'Est s'impose en finale face à la Pologne. L'URSS complète le podium en disposant du Brésil dans la petite finale.

#### Gymnastique
La gymnaste roumaine Nadia Comăneci réalise l'exploit de ces Jeux en remportant cinq médailles dont trois d’or. Elle s'impose au concours général, aux barres asymétriques et à la poutre. Elle monte par ailleurs à deux autres reprises sur le podium (médaille d'argent par équipe et médaille de bronze au sol). Nadia Comăneci, âgée alors de 14 ans et demi, obtient la note parfaite de 10 à sept reprises.
Aux barres asymétriques, elle réalise une démonstration somptueuse, qui se termine par un saut périlleux avant avec demi-tour. Elle obtient un 20 sur 20, soit quatre fois la note maximale. Ses exploits sont d'autant plus retentissants qu'elle dut faire face à une concurrence relevée, notamment de la part des gymnastes soviétiques. Durant ces jeux de Montréal, la Roumaine bénéficia du soutien total du public canadien. Autre héros, le soviétique Nikolai Andrianov remporte sept médailles au total, dont quatre d'or.

#### Handball
|                                     | Hommes           | Femmes             |
| ----------------------------------- | ---------------- | ------------------ |
| Médaille d'or, Jeux olympiques      | Union soviétique | Union soviétique   |
| Médaille d'argent, Jeux olympiques  | Roumanie         | Allemagne de l'Est |
| Médaille de bronze, Jeux olympiques | Pologne          | Hongrie            |

Au Canada, l'URSS remporte la médaille d'or chez les hommes comme chez les femmes. Le premier tournoi féminin est archi-dominé par les Soviétiques qui remportent tranquillement le mini-championnat qui oppose les six équipes présentes, avec cinq victoires et une moyenne de huit buts seulement encaissés par matchs.
Du côté des hommes, trois équipes terminent à égalité de points dans le groupe A et sont départagées à la différence de buts générale : l'Union soviétique retrouvera en finale la Roumanie, l'Allemagne de l'Ouest jouera pour la médaille de bronze tandis que le champion en titre yougoslave, qui s'est loupé dans son dernier match, devra se contenter du match pour la 5e place. En finale, les Roumains, quadruple champions du monde, font clairement figure de favoris face à des Soviétiques dont la meilleure performance était une quatrième place au Mondial 1967 puis aux JO de 1972. Mais l'équipe soviétique a réussi à très bien maîtriser le meneur de jeu Cristian Gațu et à limiter la réussite de Ștefan Birtalan qui ne parvient à marquer qu'à trois reprises alors qu'il avait jusqu'alors inscrit une moyenne de 6 buts par match. Ainsi, après 20 minutes, l'URSS avait déjà creusé l'écart (8-3), la mi-temps étant conclue sur un score de 10 à 6. Si la seconde période a été plus équilibrée, jamais le résultat final n'a été remis en cause et l'URSS d'Anatoli Evtouchenko remporte son premier titre sur le score de 19 à 15. Dans le match pour la médaille de bronze, la Pologne s'impose 21 à 18 aux dépens de l'Allemagne de l'Ouest grâce notamment aux 6 buts de Jerzy Klempel.

#### Hockey sur gazon
La Nouvelle-Zélande remporte le tournoi olympique pratiqué pour la première fois sur gazon artificiel.

#### Lutte
Le lutteur soviétique Levan Tediashvili s’impose chez les lourds-légers quatre ans après sa victoire chez les moyens.

#### Natation
L’Italien Klaus Dibiasi devient le premier plongeur à remporter trois médailles d’or consécutives. La nageuse Est-allemande Kornelia Ender remporte cinq médailles, dont quatre en or.

#### Pentathlon moderne
Le médaillé d’argent Boris Onishchenko (URSS) est exclu des compétitions, pris en flagrant délit de tricherie lors de l'épreuve d'escrime du pentathlon moderne. Il provoquait l’allumage de l’ampoule témoin grâce à un interrupteur.

#### Volley-ball
L'équipe de Pologne remporte le tournoi masculin en battant l'URSS en finale. Le Japon s'adjuge le titre féminin, également face aux Soviétiques.

#### Water-polo
L'équipe de Hongrie remporte le tournoi masculin de water-polo en battant l'Italie en finale, et son 6e titre olympique.

### Records de médailles par athlète
Les sportifs les plus médaillés aux Jeux de Montréal en 1976 sont :
| Athlète           | Pays               | Sport       | Médaille d'or, Jeux olympiques | Médaille d'argent, Jeux olympiques | Médaille de bronze, Jeux olympiques | Total |
| Nikolai Andrianov | Union soviétique   | Gymnastique | 4                              | 2                                  | 1                                   | 7     |
| Kornelia Ender    | Allemagne de l'Est | Natation    | 4                              | 1                                  | 0                                   | 5     |
| John Naber        | États-Unis         | Natation    | 4                              | 1                                  | 0                                   | 5     |
| Nadia Comăneci    | Roumanie           | Gymnastique | 3                              | 1                                  | 1                                   | 5     |
| Nellie Kim        | Union soviétique   | Gymnastique | 3                              | 1                                  | 0                                   | 4     |
| Jim Montgomery    | États-Unis         | Natation    | 3                              | 0                                  | 1                                   | 4     |
| Ulrike Richter    | Allemagne de l'Est | Natation    | 3                              | 0                                  | 0                                   | 3     |

### Tableau des médailles par pays
Au bilan des médailles, les athlètes d'URSS dominent la compétition avec 125 médailles, dont 49 d'or. Derrière, la RDA se classe devant les États-Unis grâce à un plus grand nombre de médailles d'or. Les Bermudes deviennent le pays le moins peuplé (53 500 habitants) à obtenir une médaille aux Jeux olympiques d'été (grâce au boxeur Clarence Hill dans la catégorie poids-lourds). Enfin, le Canada, pays hôte, n'obtient aucun titre olympique.
| Rang  | Pays / Équipe        | Médaille d'or, Jeux olympiques | Médaille d'argent, Jeux olympiques | Médaille de bronze, Jeux olympiques | Total |
| 1     | Union soviétique     | 49                             | 41                                 | 35                                  | 125   |
| 2     | Allemagne de l'Est   | 40                             | 25                                 | 25                                  | 90    |
| 3     | États-Unis           | 34                             | 35                                 | 25                                  | 94    |
| 4     | Allemagne de l'Ouest | 10                             | 12                                 | 17                                  | 39    |
| 5     | Japon                | 9                              | 6                                  | 10                                  | 25    |
| 6     | Pologne              | 7                              | 6                                  | 13                                  | 26    |
| 7     | Bulgarie             | 6                              | 9                                  | 7                                   | 22    |
| 8     | Cuba                 | 6                              | 4                                  | 3                                   | 13    |
| 9     | Roumanie             | 4                              | 9                                  | 14                                  | 27    |
| 10    | Hongrie              | 4                              | 5                                  | 13                                  | 22    |
| 11    | Finlande             | 4                              | 2                                  | 0                                   | 6     |
| 12    | Suède                | 4                              | 1                                  | 0                                   | 5     |
| 13    | Royaume-Uni          | 3                              | 5                                  | 5                                   | 13    |
| 14    | Italie               | 2                              | 7                                  | 4                                   | 13    |
| 15    | France               | 2                              | 3                                  | 4                                   | 9     |
| 16    | Yougoslavie          | 2                              | 3                                  | 3                                   | 8     |
| 17    | Tchécoslovaquie      | 2                              | 2                                  | 4                                   | 8     |
| 18    | Nouvelle-Zélande     | 2                              | 1                                  | 1                                   | 4     |
| 19    | Corée du Sud         | 1                              | 1                                  | 4                                   | 6     |
| 20    | Suisse               | 1                              | 1                                  | 2                                   | 4     |
| 21    | Jamaïque             | 1                              | 1                                  | 0                                   | 2     |
| 21    | Corée du Nord        | 1                              | 1                                  | 0                                   | 2     |
| 21    | Norvège              | 1                              | 1                                  | 0                                   | 2     |
| 24    | Danemark             | 1                              | 0                                  | 2                                   | 3     |
| 25    | Mexique              | 1                              | 0                                  | 1                                   | 2     |
| 26    | Trinité-et-Tobago    | 1                              | 0                                  | 0                                   | 1     |
| 27    | Canada               | 0                              | 5                                  | 6                                   | 11    |
| 28    | Belgique             | 0                              | 3                                  | 3                                   | 6     |
| 29    | Pays-Bas             | 0                              | 2                                  | 3                                   | 5     |
| 30    | Portugal             | 0                              | 2                                  | 0                                   | 2     |
| 30    | Espagne              | 0                              | 2                                  | 0                                   | 2     |
| 32    | Australie            | 0                              | 1                                  | 4                                   | 5     |
| 33    | Iran                 | 0                              | 1                                  | 1                                   | 2     |
| 34    | Mongolie             | 0                              | 1                                  | 0                                   | 1     |
| 34    | Venezuela            | 0                              | 1                                  | 0                                   | 1     |
| 36    | Brésil               | 0                              | 0                                  | 2                                   | 2     |
| 37    | Autriche             | 0                              | 0                                  | 1                                   | 1     |
| 37    | Bermudes             | 0                              | 0                                  | 1                                   | 1     |
| 37    | Pakistan             | 0                              | 0                                  | 1                                   | 1     |
| 37    | Porto Rico           | 0                              | 0                                  | 1                                   | 1     |
| 37    | Thaïlande            | 0                              | 0                                  | 1                                   | 1     |
| Total | Total                | 198                            | 199                                | 216                                 | 613   |

## Contrôles antidopage
Plus de 2000 athlètes furent soumis à des contrôles antidopage durant ces Jeux olympiques de Montréal. Dix cas de dopage seront avérés. Les sportifs suivants furent disqualifiés et déchus de leur médaille éventuelle :
- Blagoi Blagoev (Bulgarie, haltérophilie) : stéroïde anabolisant → médaille d'argent retirée
- Mark Cameron (États-Unis, haltérophilie) : stéroïde anabolisant
- Paul Cerutti (Monaco, tir) : amphétamine
- Dragomir Cioroslan (Roumanie, haltérophilie) : fencanfamine
- Philippe Grippaldi (États-Unis, haltérophilie)	: stéroïde anabolisant
- Zbigniew Kaczmarek (Pologne, haltérophilie) : stéroïde anabolisant → médaille d'or retirée
- Valentin Khristov (Bulgarie, haltérophilie) : stéroïde anabolisant → médaille d'or retirée
- Arne Norrback (Suède, haltérophilie) : stéroïde anabolisant
- Peter Pavlasek (Tchécoslovaquie, haltérophilie) : stéroïde anabolisant
- Danuta Rosani (Pologne, athlétisme) : stéroïde anabolisant
- les nageuses allemandes[Lesquelles ?]

## Droits télévisés

### Attribution des droits à ABC aux États-Unis
Les Jeux olympiques de Montréal ont été diffusés dans 124 pays. Après avoir sollicité les trois grands réseau de télévision américains (ABC, CBS et NBC), le Comité d'organisation reçoit le 18 novembre 1972 une proposition du réseau ABC s'élevant à 23 millions de dollars. Cette proposition est formellement signée le 3 janvier 1973 et approuvée par le CIO en mai 1973. Ce contrat marque une hausse de 85 % par rapport au prix payé pour la diffusion aux États-Unis des jeux de Munich (13,5 millions de dollars) 4 années plus tôt.

### Désignation de CBC/Radio-Canada comme diffuseur hôte
CBC/Radio-Canada est désigné comme diffuseur hôte de la compétition ainsi que diffuseur exclusif au Canada de la compétition (tant en anglais qu'en français) en septembre 1974.

### Autres diffuseurs
Le comité d'organisation des jeux établit de premiers contacts avec les syndicats de diffuseurs européens (UER) et japonais (NHK) en janvier 1973. La volonté du comité de répartir les frais globaux entre tous les diffuseurs entraîne une fronde de ces derniers. Sept diffuseurs s'associent à l'UER à l'issue de la deuxième conférence des organismes de diffusion dans un communiqué de presse pour déclarer :

« L'escalade continue et non justifiée des coûts de télévision des Jeux olympiques est tout simplement inacceptable »

— Déclaration commune des diffuseurs
L'impasse demeure jusqu'en janvier 1975, chaque session de négociation achoppant sur le partage des frais de production. Dans le même temps l'accord entre le comité d'organisation et le CIO est suspendu tant que le comité d'organisation ne verse pas un tiers des droits de diffusion perçus pour le Canada. Constatant l'impasse des négociations, le comité d'organisation publie en mars 1975 un rapport sur les 90 pays représentés par les 6 plus important syndicats de diffuseurs afin de publiciser sa position. Cette publication déclenche une forte crise : outragés, les diffuseurs menacent de boycotter la diffusion des jeux.
Un ultime sommet est organisé en août 1975 entre le comité d'organisation et les syndicats de diffuseurs (hors  États-Unis et Canada). Alors que les syndicats font une proposition à 8,5 millions de dollars, le comité remet son estimation (plus de deux fois plus importante) qui s'élève à 18,045 millions de dollars. La négociation échoue et les syndicats refusent de dépasser 9,5 millions et annoncent boycotter la diffusion des jeux en l'absence d'accord.
Le CIO quitte le sommet et fait pression sur le comité d'organisation pour aboutir à un accord. Ce dernier cède et attribue les droits de diffusions pour un total de 9,5 millions de dollars.

## Autres faits

### Drapeau québécois lors de la cérémonie de clôture
Le 16 mars 2023, l'émission satirique québécoise Infoman révèle un fait inconnu jusque là  des Jeux olympiques de Montréal. Pendant la compétition équestre qui précède la cérémonie de clôture, un drapeau du Québec de 2,4 mètres de large sur 4,9 mètres de long apparaît mystérieusement sur l'anneau technique entre deux drapeaux olympiques, pour disparaître aussitôt après.
Le drapeau a été retrouvé un an après sa mystérieuse apparition sous les gradins du Stade olympique, dans un sac plastique, par le patron d'une ancienne employée du comité organisateur des Jeux. Il a proposé à cette employée de le garder et elle a accepté.[évasif] Trente ans plus tard, elle a confié le drapeau à son beau-frère, un professeur d'histoire et régisseur pendant les Jeux,[Qui ?] avec l'intention de le donner à l'indépendance du Québec.

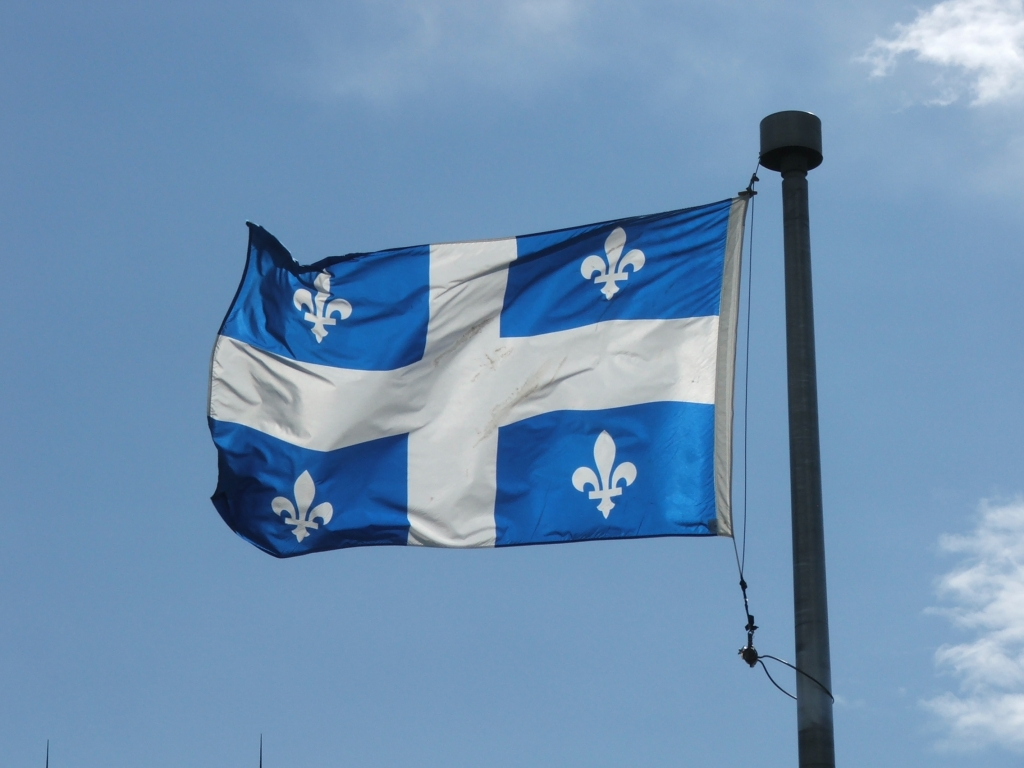
Drapeau du Québec.

Selon le régisseur, le drapeau aurait été aperçu avant ou pendant les compétitions équestres qui avaient lieu le même jour que la cérémonie de clôture. Il soupçonne qu'un membre du comité organisateur des Jeux pourrait être responsable de son apparition.[évasif]
Lorsque la provocation a été révélée par Infoman, Cédric Essiminy, conseiller en relation publiques du Parc olympique, a déclaré que personne ne savait que cet acte avait été commis. Il a de plus affirmé que l'installation d'un drapeau de cette taille aurait nécessité une équipe de plusieurs personnes.
Le drapeau québécois était provocateur pour deux raisons : primo, le règlement des Jeux n'autorise pas de hisser un drapeau qui n'est pas celui d’un pays présent aux Jeux olympiques, secundo, le drapeau était plus grand que les drapeaux olympiques.
Finalement, Jean-René Dufort hisse à nouveau le drapeau pour commémorer le 75e anniversaire du drapeau du Québec dans le Stade olympique.[pas clair]
Jusqu'à présent, l'identité des individus responsables de cet action reste inconnue[évasif].

### Dette
Le déficit des jeux olympiques a été estimé à 4 230 millions de francs français,  que la ville de Montréal et la province de Québec mettront plusieurs décennies à rembourser.